# Mancomunidad de las Riberas del Tajo

La Mancomunidad "Riberas del Tajo" es una mancomunidad de municipios situados en la comarca de La Alcarria, en la provincia de Guadalajara (España), que agrupa a los municipios de Trillo, Brihuega, Henche, Budia, Solanillos del Extremo, Pareja, Mantiel, y Durón, localidades a las que posteriormente se unió Cifuentes. Fue constituida en 2001 para la realización de estudios, planes y propuestas de creación de riqueza y desarrollo económico, tanto en el sector agrícola como en el industrial o de servicios, incluido el turístico.